# Juraj Bellan
Juraj Bellan (30 januari 1996) is een Slowaaks voormalig wielrenner en veldrijder die in 2021 zijn wielerloopbaan afsloot bij Dukla Banská Bystrica.

## Carrière
In 2013 werd Bellan tweede in zowel de tijdrit als de wegwedstrijd op het nationale kampioenschap voor junioren, aan het eind van het jaar won hij echter wel het nationale juniorenkampioenschap veldrijden. Een jaar later wist hij de tijdrit wel op zijn naam te schrijven door het parcours in en rond Slavkov u Brna negentien seconden sneller af te leggen dan David Zverko. In 2015 werd hij achter Erik Baška tweede op het nationale wegkampioenschap voor beloften.
In 2016 nam Bellan met zijn ploeg, Dukla Banská Bystrica, deel aan de Ronde van Kameroen. Na een vijfde plaats in de eerste etappe mocht hij de leiderstrui van het jongerenklassement aantrekken. Zijn leidende positie wist hij vier etappes met succes te verdedigen, maar na de zesde rit nam Amanuel Ghebreindrias de leiding over. In juni zette Bellan de zevende tijd neer in de proloog van de Ronde van Slowakije.
In 2017 werd Bellan vierde in het nationale kampioenschap tijdrijden. Twee dagen later werd hij negende in de wegwedstrijd. In oktober won hij de laatste etappe in de GP Chantal Biya.

## Veldrijden

### Palmares
| Seizoen   | Wereldbeker | WK       | EK       | SK       | Overige  | Totaal aantal zeges |
| Junioren  | Junioren    | Junioren | Junioren | Junioren | Junioren | Junioren            |
| --------- | ----------- | -------- | -------- | -------- | -------- | ------------------- |
| 2012-2013 |             |          |          | Zilver   |          | 0                   |
| 2013-2014 |             | 21e      | 27e      | Goud     |          | 1                   |

## Wegwielrennen

### Overwinningen
2014
 Slowaaks kampioen tijdrijden, Junioren
2017
4e etappe GP Chantal Biya
2018
2e etappe GP Chantal Biya
Eind- en jongerenklassement GP Chantal Biya
2020
Bergklassement Ronde van Servië

## Resultaten in voornaamste wedstrijden
|      | \| Jaar \| \| WK op de weg \| \| ---- \| \| ------------ \| \| 2020 \| \| opgave \| |              |
| Jaar |                                                                                     | WK op de weg |
| 2020 |                                                                                     | opgave       |

## Ploegen
- 2016 –  Dukla Banská Bystrica
- 2017 –  Dukla Banská Bystrica
- 2018 –  Dukla Banská Bystrica
- 2019 –  Dukla Banská Bystrica
- 2020 –  Dukla Banská Bystrica
- 2021 –  Dukla Banská Bystrica

Bátora · Bellan · Harag · Haring · Kováč · Kováčik · Lajcha · Mahďar · Palčák · Strmiska · Tybor · Zimány · Cully (stagiair) · Ulík (stagiair)
Bellan · Čanecký · Cully · Foltán · Haring · Mahďar · Meliš · Oros · Taragel · Tybor · Varhaňovský · Vlčák